# Italian Open 2001 (теніс)
Italian Open 2001 відомий також як Rome Masters 2001[джерело?] — тенісний турнір, що проходив на відкритих кортах з ґрунтовим покриттям. Це був 58-й турнір Відкритий чемпіонат Італії. Належав до серії Tennis Masters в рамках Туру ATP 2001, а також до серії Tier I в рамках Туру WTA 2001. І чоловічий і жіночий турніри відбулись у Foro Italico в Римі (Італія). Чоловічий турнір тривав з 7 до 13 травня, а жіночий - з 14 до 20 травня 2001 року.

## Фінальна частина

### Одиночний розряд, чоловіки
Хуан Карлос Ферреро —  Густаво Куертен 3–6, 6–1, 2–6, 6–4, 6–2
- Для Ферреро це був 4-й титул за сезон і 5-й - за кар'єру. Це був його 1-й титул Мастерс.

### Одиночний розряд, жінки
Єлена Докич —  Амелі Моресмо 7–6(7–3), 6–1
- Для Докич це був 1-й титул за рік і 1-й — за кар'єру.[2]

### Парний розряд, чоловіки
Вейн Феррейра /  Євген Кафельников —  Деніел Нестор /  Сендон Столл 6–4, 7–6(8–6)
- Для Феррейри це був 2-й титул за сезон і 24-й - за кар'єру. Для Кафельникова це був 3-й титул за сезон і 46-й - за кар'єру.

### Парний розряд, жінки
Кара Блек /  Олена Лиховцева —  Паола Суарес /  Патрісія Тарабіні 6–1, 6–1
- Для Блек це був 3-й титул за сезон і 4-й — за кар'єру. Для Лиховцевої це був 3-й титул за сезон і 12-й — за кар'єру.